# Гладкина
Гла́дкина — деревня в составе Пудожского городского поселения Пудожского района Республики Карелия.

## Общие сведения
Расположена на берегу реки Водла.
На восточной окраине деревни была расположена часовня Вознесенская (XIX вв.).

## Население
| 2002 | 2010 | 2013 |
| ---- | ---- | ---- |
| 21   | ↘5   | ↘2   |